# Airbus Helicopters H125
El Airbus Helicopters H125 (anteriormente denominado Eurocopter AS350 Ecureuil, ‘ardilla’ en francés) es un helicóptero ligero monomotor originalmente fabricado por la compañía francesa Aérospatiale, ahora de Airbus Helicopters. El AS 350/H125 es comercializado en Norteamérica como AStar. Hay, además, dos variantes: el Eurocopter AS 355 Ecureuil 2, que es una versión bimotor, y el Eurocopter EC130, que es una versión brasileña mejorada.

## Historia
La fabricación de este helicóptero de uso general de seis plazas fue iniciada a principios de la década de los 70 y culminó con los primeros vuelos del prototipo equipado con la turbina Avco Lycoming LTS-101 el 27 de junio de 1974 y el primer vuelo del prototipo equipado con la turbina Turbomeca Arriel 1B el 14 de febrero de 1975. Fue proyectado, igual que el Aérospatiale SA 360 Dhauphin para sustituir al ya antiguo Alouette. La certificación se le adjudicó en octubre de 1977.
Aprovechando la experiencia obtenida con los Alouette, así como con el SA 360, se centró el esfuerzo de diseño en superar dos obstáculos principales para un uso comercial más amplio del helicóptero: costes de operación y niveles de ruido. Se necesitaba una nueva combinación rotor/propulsor del rotor/planta motriz a fin de ofrecer costes más bajos de operación y mantenimiento, junto a una reducción del ruido producido por el rotor: esto condujo al desarrollo de un rotor principal de tres palas con cabeza de fibra de vidrio completamente nueva, a la que Aérospatiale denominó cabeza Starflex. Los goznes de pala del rotor se reemplazaron por articulaciones de rótula sin mantenimiento, unidas a palas de fibra de vidrio con protección de acero inoxidable en los bordes de ataque.

## Diseño y desarrollo
Diseñado para ofrecer un nuevo helicóptero a los clientes privados, ejecutivos, compañías petroleras y mineras, y una versión especial para la Policía, Fuerzas Armadas y operaciones de rescate, con mayor alcance y velocidad que el anterior diseño del helicóptero Aérospatiale SA 341 Gazelle vendido con éxito a varios países.
Se instaló una transmisión muy simplificada, la cual une el rotor principal y el de cola con la planta motriz turboeje que, en el caso de los helicópteros destinados a mercados distintos del estadounidense, consiste en un Turboméca Arriel de 641 CV. Se trataba de un nuevo monoturboeje especialmente desarrollado para aplicaciones tales como el Écureuil.
El resto de la estructura se adecúa a lo que se considera la configuración estándar de un helicóptero ligero: construcción en pod y larguero, y unidad de cola con aletas dorsales y ventrales y un estabilizador horizontal. El tren de aterrizaje es de tipo patín de tubo de acero, y puede disponerse de tren de flotación de emergencia. El equipo opcional incluye un amplio espectro de aviónica y una cabina con sistema acondicionador de aire.
Las entregas a clientes finales se iniciaron en 1978 con los modelos iniciales AS 350B equipado con turbina Arriel y comercializado alrededor del mundo y el AS 350D "Astar", propulsados por un turboeje Avco Lycoming LTS101-600A.2 de 616 cv que contaba con más potencia y reemplazó a la versión C para ser comercializado en el mercado estadounidense. En los EE. UU. el Astar fue ensamblado en la planta Aérospatiale Helicopters Division ubicada en Grand Prairie, Texas.
En el año de 1978 se inició el desarrollo de una versión con doble turbina denominado AS 355, más pesado y con mayor velocidad, que estaba equipado con dos turboejes Allison 250-C20F, el primer vuelo del prototipo se realizó el 28 de septiembre de 1979.
Las siguientes versiones incluyen al AS 350B1; el AS 350BA que fue producido desde 1991 hasta 1998 y tiene el rotor principal más grande adaptado del AS 350B2.
El AS 350B2 fue construido con mayor potencia gracias a su turbina Arriel 1D1.
El AS 350B3 voló por primera vez el 4 de marzo de 1997 y es un modelo mejorado del B2 siendo el cambio más significativo la incorporación de la turbina Arriel 2B dándole aún mayor potencia y velocidad.
El 14 de mayo del 2005 un AS 350B3 aterrizó y despegó en el "Paso Sur" del Monte Everest a una altitud de 8850 metros sobre el nivel del mar logrando el récord mundial de aterrizaje y despegue de un helicóptero a mayor altura.

## Componentes del H125M
Bélgica -  Canadá -  Francia

### Electrónica
| Sistema                                              | País               | Fabricante | Notas           |
| ---------------------------------------------------- | ------------------ | ---------- | --------------- |
| Red de datos                                         |                    |            | ARINC 429       |
| HMD                                                  | Bandera de Francia | Thales     | Modelo Scorpion |
| Torreta de reconocimiento y adquisición de objetivos | Bandera de Canadá  | Wescam     | Modelo MX-15    |

### Armamento

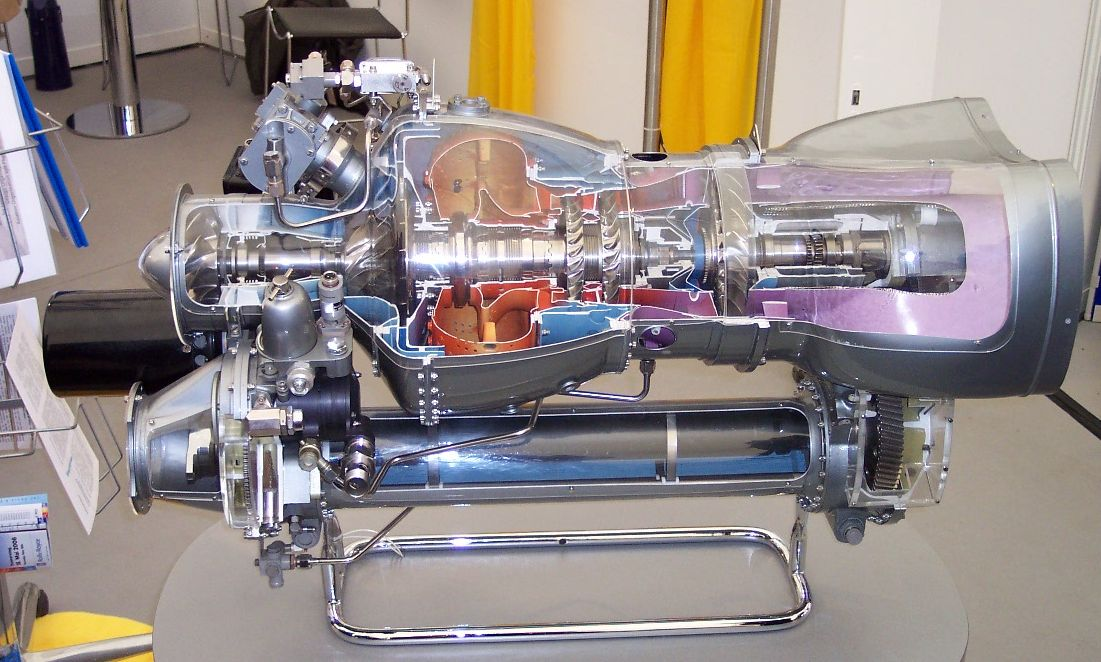
Corte esquemático del Arriel.

| Sistema                              | País               | Fabricante          | Notas                              |
| ------------------------------------ | ------------------ | ------------------- | ---------------------------------- |
| Ametralladora (opción)               | Bandera de Bélgica | FN Herstal          | 2 × FN MAG de 7,62 mm              |
| Contenedor de ametralladora (opción) | Bandera de Bélgica | FN Herstal          | 2 × HMP400 de 12,7 mm              |
| Contenedor de cañón (opción)         | Bandera de Francia | GIAT/Nexter         | 2 × NC 621 con cañón M621 de 20 mm |
| Cohete SNEB 68mm                     | Bandera de Francia | Matra Thomson-CSF   |                                    |
| Cohete FZ de 70mm                    | Bandera de Bélgica | Forges de Zeebrugge |                                    |

### Propulsión
| Sistema | País               | Fabricante | Notas      |
| ------- | ------------------ | ---------- | ---------- |
| Motor   | Bandera de Francia | Turbomeca  | 1 × Arriel |

## Variantes

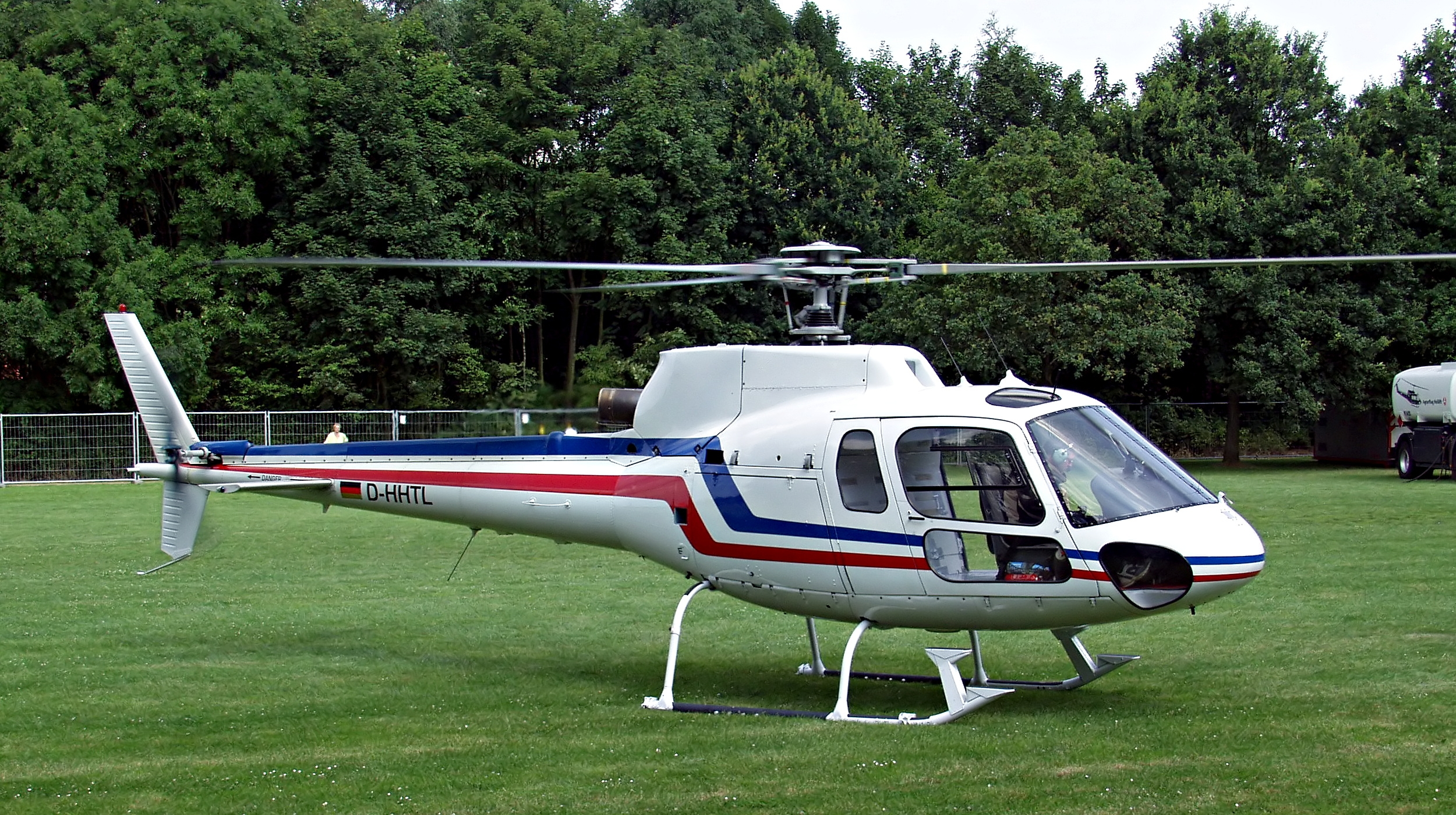
Un AS 350BA.

### Una Turbina
- AS 350B, equipado con una turbina Turbomeca Arriel 1.
- AS 350B1, equipado con una turbina Turbomeca Arriel 1D.
- AS 350B2, conocido en Norteamérica como SuperStar, equipado con una turbina mejorada Turbomeca Arriel 1D1. AS 350B2.

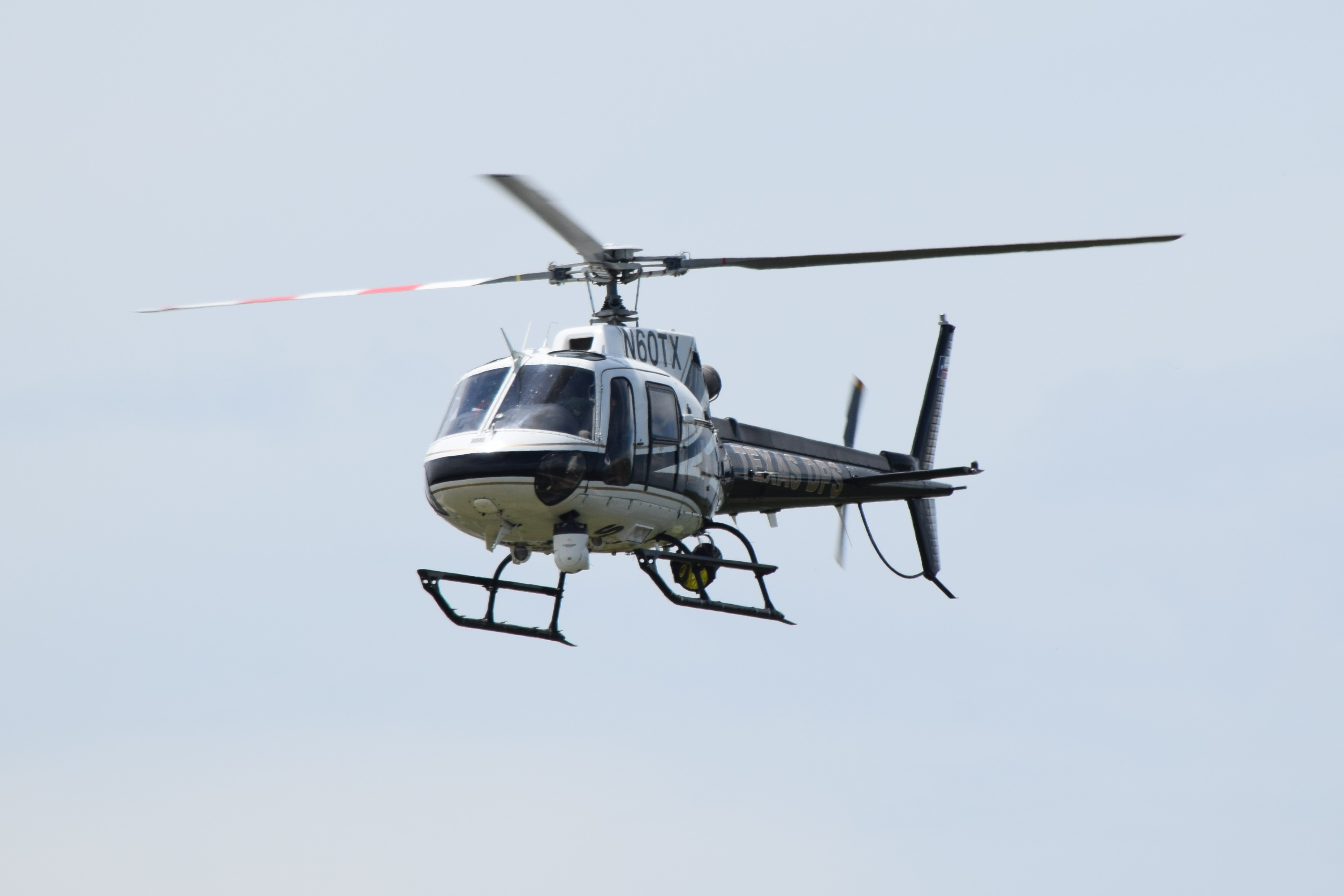
AS 350B2.

- AS 350B3, versión de alto rendimiento, está equipado con un Turbomeca Arriel 2B además de un control automático de la turbina (FADEC - Full Authority Digital Engine Control).
- AS 350BA, equipado con una turbina Turbomeca Arriel 1B.
- AS 350BB
  - Eurocopter Squirrel HT1, versión militar del AS 350BB fabricado para la RAF inglesa y utilizado como un helicóptero de entrenamiento.
  - Eurocopter Squirrel HT2, versión militar del AS 350BB fabricado para los Army Air Corps ingleses y utilizado como un helicóptero de entrenamiento.
- AS 350C, equipado con una Lycoming LTS-101-600A2, esta versión fue fabricada para el mercado estadounidense y es conocido como AStar.
- AS 350D, reemplazó al AS 350C con una turbina más potente.
- EC 130B4, una versión nueva, más espaciosa del Ecureuil. Equipado con una turbina Turbomeca Arriel 2B1 y cola tipo Fenestron.
- EC 130B4 Fennec, versión militar. Se le denomina así por el Fennec: un pequeño zorro encontrado en el norte de África y el desierto del Sahara que se distingue por sus grandes orejas.
- AS 550C2 Fennec, versión militar.
- AS 550U2 Fennec, versión militar.
- AS 550C3 Fennec, versión militar.
- AS 350L1, variante militar.
- HB 350B Esquilo, fabricado en Brasil.

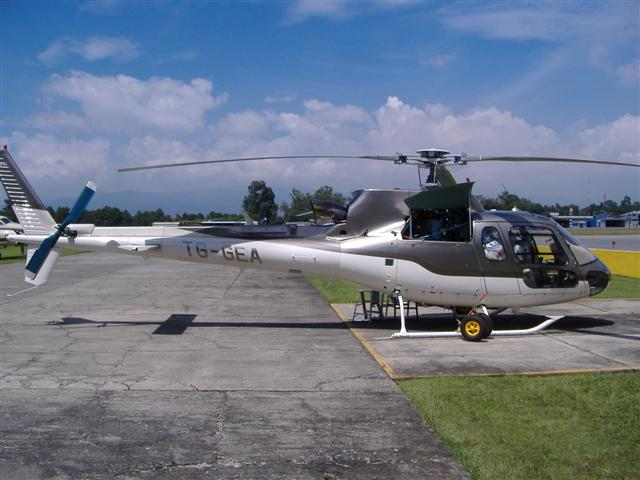
AS 350B3.

### Dos Turbinas
- AS 355, prototipo conocido como Ecureuil 2 o Twin Squirrel.
- AS 355E, versión Norteamericana conocida como Twin Star.
- AS 355F
- AS 355F1
- AS 355F2
- AS 355N, está equipado con dos turbinas Turbomeca Arrius 1A y el sistema FADEC.
- Eurocopter Twin Squirrel HCC1, equipado con dos turboejes Allison 250-C20R, es una versión militar del AS 355N para la RAF inglesa como un helicóptero de transporte ligero.

- AS.555N Fennec, versión militar.
- AS.555AF Fennec, versión militar.
- AS.555AN Fennec, versión militar.
- AS.555SN Fennec, versión militar.
- AS.555UN Fennec, versión militar.
- HB.355F Ecureuil 2, fabricado en Brasil por Helibras.
- HB.355N Ecureuil 2, fabricado en Brasil por Helibras.

## Especificaciones (AS-350 B3 Ecureuil)

### Características generales
- Tripulación: 1
- Capacidad: 5 pasajeros
- Longitud: 12,94 m 42,46 pies
- Diámetro rotor principal: 10,69 m 35,06 pies
- Altura: 3,14 m 10,96 pies
- Peso vacío: 1175 kg 2917 libras
- Peso máximo al despegue: 2250 kg 4960 libras
- Planta motriz: 1× turboeje Turbomeca Arriel 2B.
  - Potencia: 632 kW 847 SHP

### Rendimiento
- Velocidad nunca excedida (Vne): 155 nudos 287 km/h
- Velocidad crucero (Vc): 140 nudos 259 km/h
- Alcance: 352 nmi 652 km
- Techo de vuelo: 17323 pies (23000 fts AS350 B3) 5280 m
- Régimen de ascenso: 2028 pies/min

### Aviónica

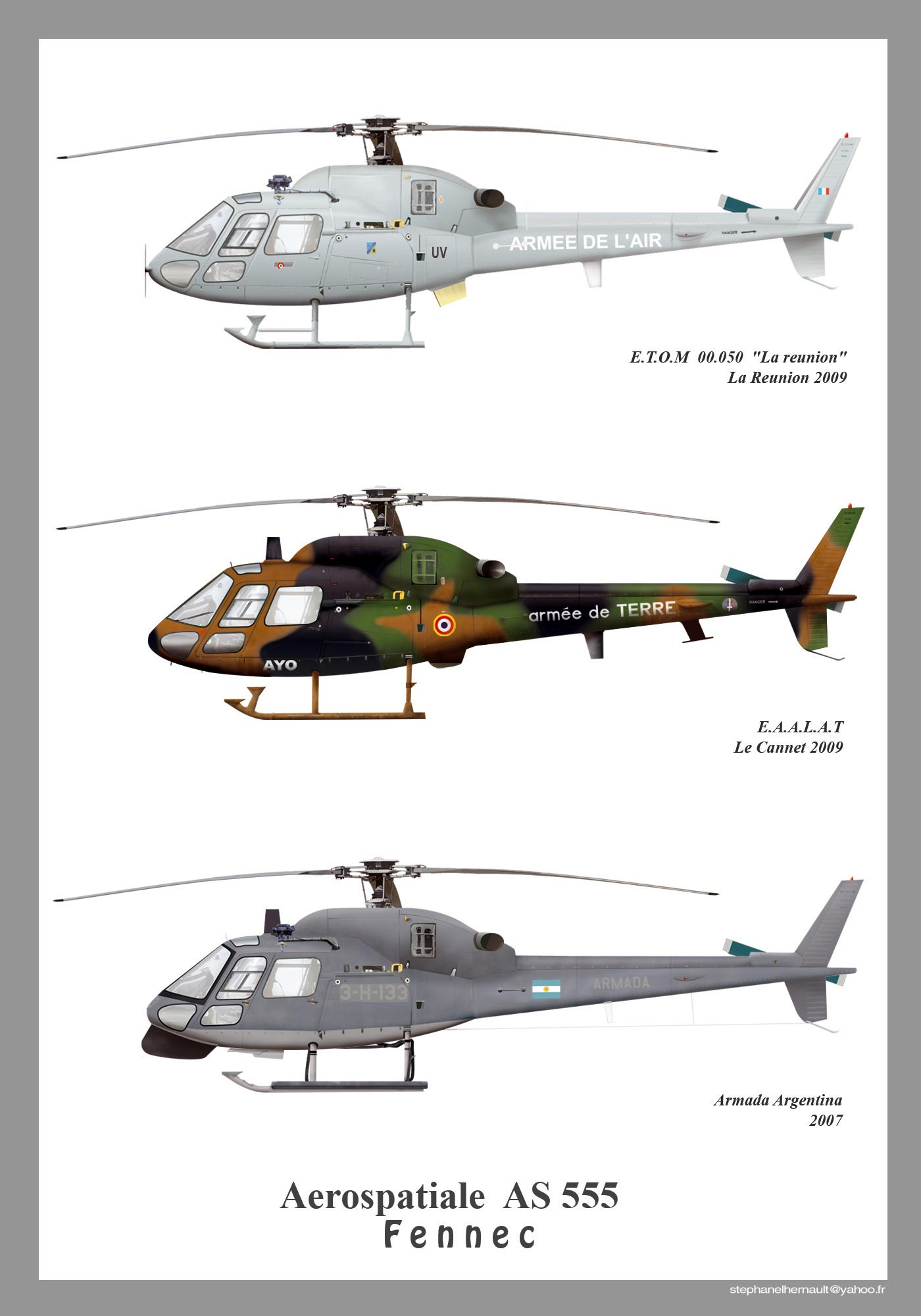
As 555 Fennec

- VEMD Pantalla multifunción vehículo y motor (Vehicle and Engine Multifunction Display) con FLI (First Limitation Instrument)
- FADEC Control completo digital del motor (Full Authority Digital Engine Control).

## Usuarios
Chile
- 22 en servicio con  Archivado el 3 de diciembre de 2016 en Wayback Machine. Ecocopter
- 6 en servicio con SUMAAIR
- En octubre de 2019 encargaron 5 artefactos más.
- 3 en servicio con Policía de Investigaciones PDI
- 12 Brigada de Aviación del Ejército de Chile. [3]

 Estados Unidos
- Transporte sanitario.

 Argentina
- Gendarmería Nacional Argentina[4]
- policía de la provincia de Córdoba.
- Policía de la provincia de Mendoza, matrículas LQ-BEZ y LQ-BFB[5]
- Policía de la provincia de Buenos Aires, matrículas LQ-BIO, LQ-BIS, LQ-BEL, LQ-BEN y LQ-FUG
- [6]
- Gobierno de la Provincia de Santa Fe.
- Gobierno de la Provincia de Misiones, matrículas LQ-HHQ y LQ-KED.

 Ecuador
- Avioandes[7][8]

 Colombia
- Colombian Helicopters SAS

 Pakistán
- Fuerza Aérea de Pakistán

 Ucrania

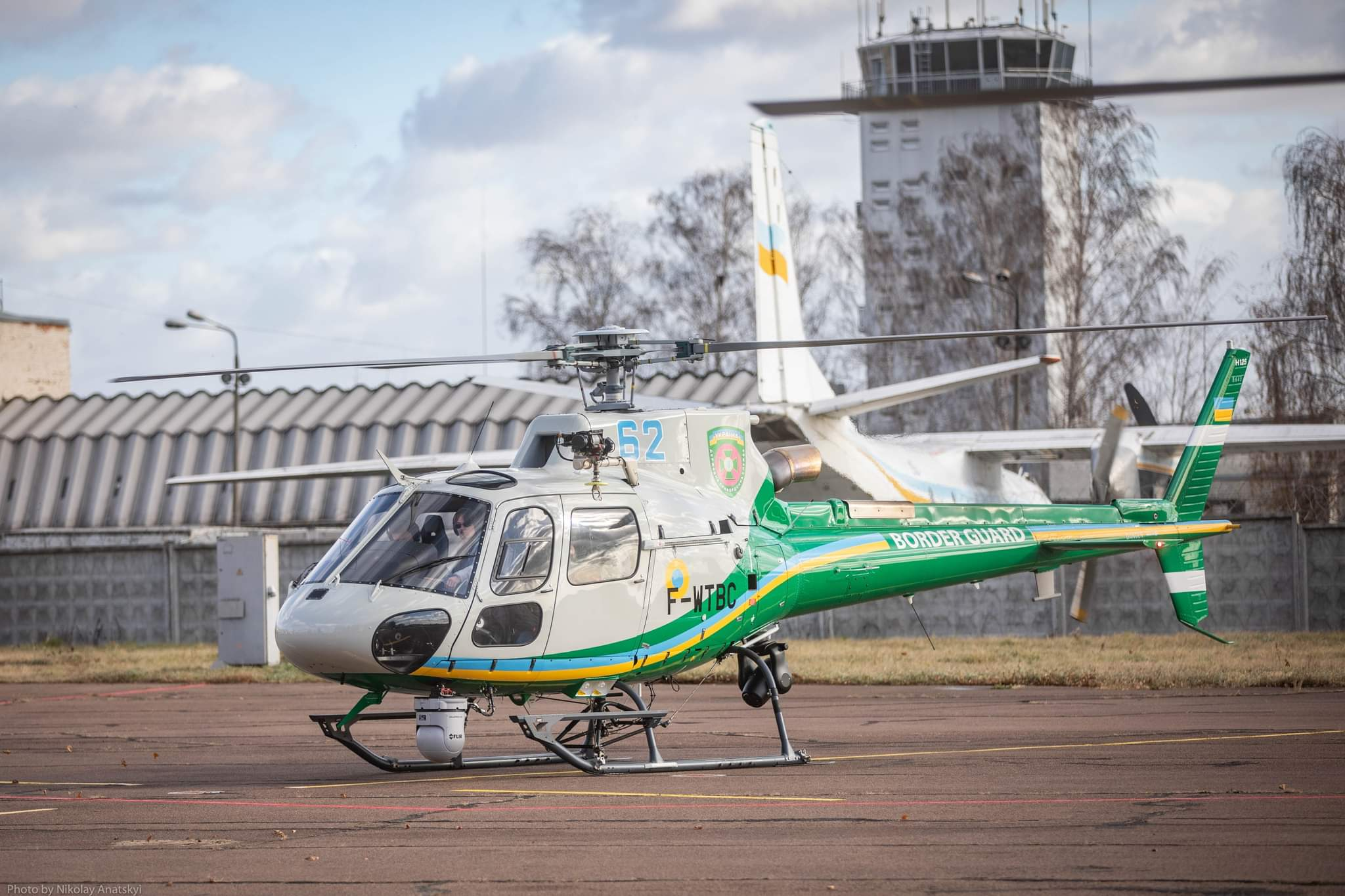
H125 del Servicio Estatal de Guardia de Fronteras de Ucrania

- servicio Estatal de Guardia de Fronteras de Ucrania

 Venezuela
- El Servicio de Atención Aérea del Gobierno Bolivariano del estado Aragua (anteriormente conocido como la Dirección Aérea de la Policía del estado Aragua) posee 02 helicópteros con las siglas PA-001 y PA-002 conocidos en Venezuela como Tigre 1 y Tigre 2.

 México En servicio en las comisarias de policia de  Guadalajara, Zapopan  y policia estatal de Jalisco.
 Paraguay
 República Dominicana

## Siniestros e incidentes
- El 30 de julio de 2020 un helicóptero Eurocopter AS350 propiedad de la Brigada de Bomberos Militares del Distrito Federal en Brasilia (CBMDF) matrícula PR-MJX, impactó contra terreno frente a una universidad en Vicente Pires en Brasil. Las causas exactas del accidente no han sido reveladas por las autoridades locales, primeras versiones apuntan a que la nula visibilidad durante el aterrizaje provocó la pérdida de control.[9]
- El 20 de noviembre de 2020 un helicóptero de este modelo, matrícula LV-FQN se estrelló en Salta, Argentina, fallecieron el banquero Jorge Horacio Brito y un acompañante.[10]
- El 27 de diciembre de 2020 cuatro militares paquistaníes murieron cuando un helicóptero Eurocopter AS350 Ecureuil del Ejército de Aviación de Pakistán se estrelló en la zona de Minimarg del distrito de Astore en Gilgit-Baltistán. El Ejército de Pakistán dijo en un comunicado que el accidente se produjo debido a un fallo técnico.[11]
- El 31 de enero de 2024 un helicóptero de la Brigada Aeropolicial de la Policía de Investigaciones de Chile capotó y se incendió durante su despegue desde el Aeródromo Pichidangui. Producto de ello, fallecieron dos Oficiales Policiales. La tripulación de la aeronave siniestrada se encontraba en la zona cumpliendo labores del Programa Combate al Cultivo Ilícito de Cannabis 2024. [12]

### Desarrollos relacionados
- Eurocopter AS 355 Ecureuil 2
- Eurocopter AS550 Fennec
- Eurocopter EC 130
- Changhe Z-11

### Aeronaves similares
- Bell 206
- MD Helicopters MD 500
- PZL SW-4

### Secuencias de designación
- Helicópteros civiles del Grupo Eurocopter: EC120 · EC130 · EC135 · EC145 · EC155 · EC175 · EC225 · AS332 · AS350 · AS355 · AS365